# 高盧衛星群
高卢群是共享类似轨道的一组土星的卫星群。它们的半长轴区域在16至19 Gm之间，轨道傾角在35°至40°间，离心率大约为0.53。
该组卫星包括（距离土星由近至远）：
- 土卫二十六
- 土卫三十七
- 土卫二十八
- 土卫二十一

國際天文聯會将为该组卫星保留高卢神话名。